# 小莫什基夫齊
49°58′39″N 28°51′47″E / 49.97750°N 28.86306°E
小莫什基夫齊（烏克蘭語：Малі Мошківці），是烏克蘭北部的村莊，隸屬日托米爾州的別爾季切夫區。該村面積31.84平方公里，海拔高度229米，2001年人口689，人口密度每平方公里21.64人。